# Fusuma
V japonski arhitekturi so fusuma (襖) navpično postavljene pravokotne plošče - stenske pregrade, ki lahko drsijo z ene strani na drugo, da na novo definirajo prostore hiše ali stanovanja, opravljajo pa tudi funkcijo vrat. Običajno merijo približno 90 cm v širino in 180 cm v višino, enake velikosti kot tatami in so debele 2–3 cm. Višine fusuma so se v zadnjih letih povečale zaradi povečanja povprečne višine japonskega prebivalstva in zdaj je običajna višina 190 cm. Pri starejših konstrukcijah so visoke le 170 cm. Sestavljene so iz mrežaste lesene konstrukcije, prekrite s kartonom in plastjo papirja ali blaga na obeh straneh. Običajno imajo obrobo iz črnega laka in okroglo zaponko za prste.
V zgodovini so bile fusume poslikane, pogosto s prizori iz narave, kot so gore, gozdovi ali živali. Danes imajo mnogi navaden papir iz murve ali imajo industrijsko natisnjene grafike pahljač, jesenskih listov, češnjevih cvetov, dreves ali geometrijske grafike. Vzorce za otroke s priljubljenimi liki se lahko tudi kupi.
Tako fusuma kot šodži sta prostorski pregradi, ki potekata po lesenih tirnicah na vrhu in na dnu. Zgornja se imenuje kamoi (鴨居, dobesedno račje mesto), spodnja pa se imenuje šikii (敷居). Tradicionalno so bile povoskane, danes pa imajo navadno vinilni mazalni trak za lažje premikanje sten. Fusuma so običajno narejene iz neprozornega blaga ali papirja, medtem ko so šoji izdelane iz čistega, prosojnega papirja.
Skupaj fusuma, šodži in slamnjača tatami (ki ima funkcijo talne podlage) sestavljajo tipično japonsko sobo.